# Arconada
Arconada és un municipi de la província de Palència a la comunitat autònoma de Castella i Lleó (Espanya). Es troba entre Villalcázar de Sirga i Santillana de Campos.

## Demografia
| 1991 | 1996 | 2001 | 2004 |
| ---- | ---- | ---- | ---- |
| 110  | 81   | 60   | 52   |